# Mestres de Mòdena
Els Mestres de Mòdena foren tres mestres d'escacs i escriptors que contribuïren al desenvolupament de la teoria dels escacs al segle xviii:
- Domenico Lorenzo Ponziani (1719-1796)
- Ercole del Rio (1718-1802) i
- Giambattista Lolli (1698-1769).

Tots tres varen viure a la ciutat italiana de Mòdena, a prop de Bolonya. Les seves obres varen contribuir al que avui és conegut com a "Escola modenesa d'escacs". (Hooper & Whyld 1992). Recomanaven jugar l'obertura italiana. En contrast amb la idea de l'estructura de peons i la mobilitat propugnades per François-André Danican Philidor, l'escola modenesa emfatitzava el ràpid desenvolupament de les peces per a atacar el rei rival, buscant l'escac i mat o un guany material.(Sunnucks 1970:309–10).